# Palazzo Gambarana
Palazzo Gambarana è un palazzo di Pavia, in Lombardia.

## Storia
Il palazzo si trova nella parte settentrionale di un vasto isolato posto nella parrocchia di San Michele e controllato almeno dal XV dalla famiglia aristocratica pavese dei Corti. Nel 1640 il palazzo era di proprietà del capitano Bartolomeo Corti e nel 1657 l’edificio fu ereditato dal cavaliere di Malta Antonio Francesco Corti. Nel 1771 il marchese Siro Corti vendette il palazzo al conte Francesco Gambarana che, tra il 1772 e il 1776, rimodellò e ampliò il precedente complesso. I Gambarana erano uno dei molti rami in cui si divisi la famiglia dei conti di Lomello e di Langosco, e che assunsero i nomi dei rispettivi feudi. Oltre al borgo di Gambarana, questo rami ebbe la contea di Montesegale e la signoria di Donelasco, nell'Oltrepò pavese, e fu ascritta al patriziato di Milano e Pavia. Nel 1780 il conte Giuseppe Gambarana, marito dell'ultima dei Marliani conti di Busto Arsizio, le succedette in tale carica. Nel 1826 gli eredi del conte Francesco Gambarana  cedettero l’edificio al marchese De Negri, che, a sua volta, lo vendette al marchese Carlo Del Maino nel 1827. Due anni i fratelli Dessi acquistarono dal Del Maino la dimora, ma la tennero per poco tempo, dato che nell’arco di pochi fu nuovamente ceduta ai Del Maino, che la tennero fino al 1839, per poi prima passare a Giulio Bellardi Granelli e poi nel 1865 a Pio Picchiani, nel 1871 ai Barboglio e infine ai Comini e ai Quario.

## Descrizione
Il corpo di fabbrica affacciato su corso Garibaldi, a sinistra del portone principale, rappresenta la parte costruita e ampliata nella prima metà del Settecento dal cavaliere di Malta Antonio Francesco Corti (morto nel 1736). I lavori comprendevano in particolare la costruzione di un portico a due campate su un pilastro di cotto e, sempre al piano terra, una serie di stanze in successione, tutte voltate, mentre al piano superiore si susseguivano una serie di sale, anch’esse voltate, tra cui una galleria in corrispondenza del portico a due campate, un salone e un oratorio in corrispondenza del dell’androne di accesso al piano terra. Nel corpo di fabbrica che cingeva lateralmente la corte rustica, era collocata una scuderia da dieci posti con la sua casina. Tra il 1771 e il 1777 il conte Francesco Gambarana acquistò a più riprese diverse case e negozi dell’isolato e in particolare la proprietà del marchese Siro Corti. Nel 1776 i lavori avviati dal Gambarana risultano già conclusi. Sulla base degli ampliamenti operati dal cavaliere Antonio Francesco Corti, il Gambarana procedette alla costruzione di un imponente criptoportico, sorretto da colonne in granito. I lavori più consistenti riguardarono l’ampliamento dell’atrio e il rifacimento della facciata, mentre gran parte delle sale fu ammodernata secondo un rinnovato gusto con pitture e intagli. Fa parte dell’intervento di ammodernamento del palazzo la stesura di un nuovo ciclo pittorico che interessa le sale del piano nobile, lo scalone e forse anche l’atrio e la facciata, di cui tuttavia non rimangono tracce. Tale intervento è legato alla figura di Antonio Galli Bibiena, al quale fu affidata in quegli anni la progettazione e la realizzazione del Teatro dei Nobili Quattro Cavalieri (uno di essi era appunto il conte Gambarana) e che soggiornò a Pavia tra il 1771 e il 1774. La supposta partecipazione del Bibiena a palazzo Gambarana non è chiaramente documentata. Gli affreschi dell’edificio attribuiti al Bibiena sono collocati sulla parete del pianerottolo di sosta dello scalone e nella galleria al piano nobile. Il primo rappresenta in prospettiva una loggia a due ambulacri che simula quella reale posta frontalmente all’affresco. I continui riferimenti all’architettura reale sono chiari sia nei caratteri stilistici sia nella scelta dei materiali, come la balaustra in ferro che cinge la loggia, rappresentata secondo il disegno di quella dello scalone. Al piano nobile tutte le pareti perimetrali e la volta della sala grande sono completamente affrescate e rappresentano spazi ed elementi dell’architettura classica e geometricamente organizzati secondo una rigorosa prospettiva. I caratteri di questi affreschi sembrerebbero confermare l’ipotesi della paternità di Antonio Galli Bibiena. Altri affreschi di soggetto biblico, databili al primo Settecento, si trovano invece nei locali al piano terra. Opera di Achille Savoia sono invece gli affreschi di un salone del piano nobile, arredato con specchi, stucchi e boiseries. La facciata fu rimodellata nel 1839, mentre, nel corso del Novecento, all’interno del cortile emersero i resti di un portico databile tra XIV e XV secolo.

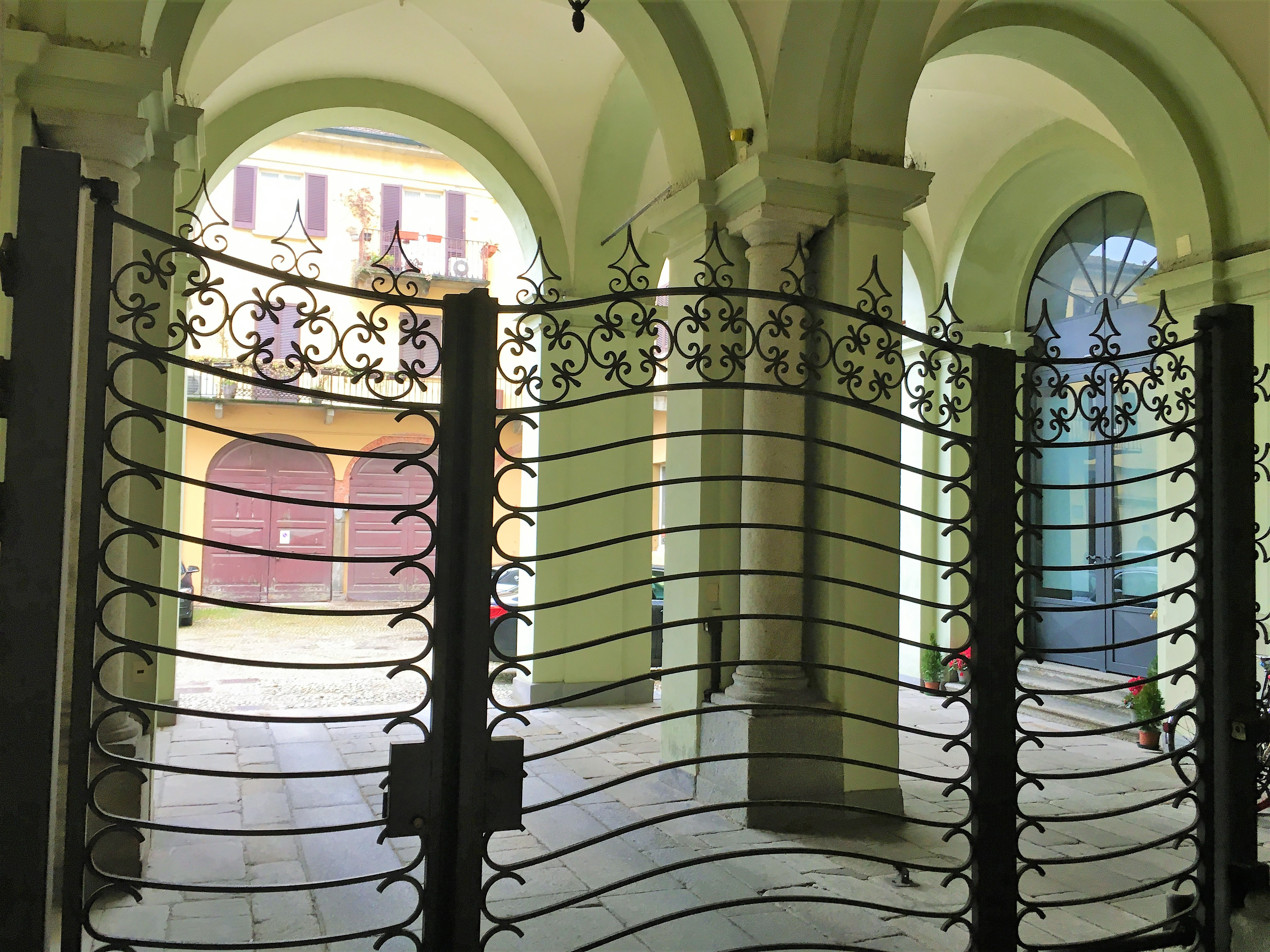
L'atrio.
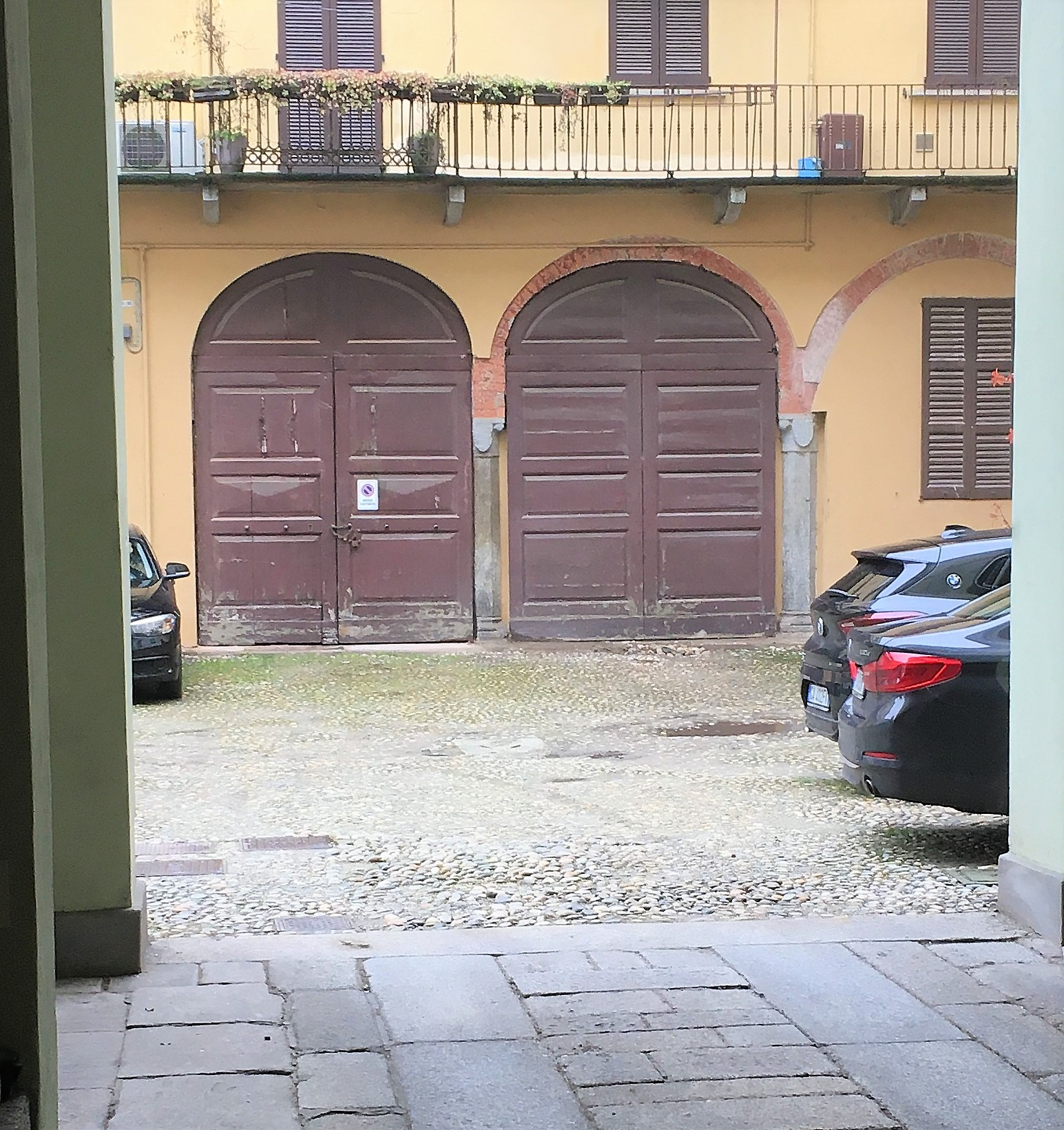
Resti del portico medievale.
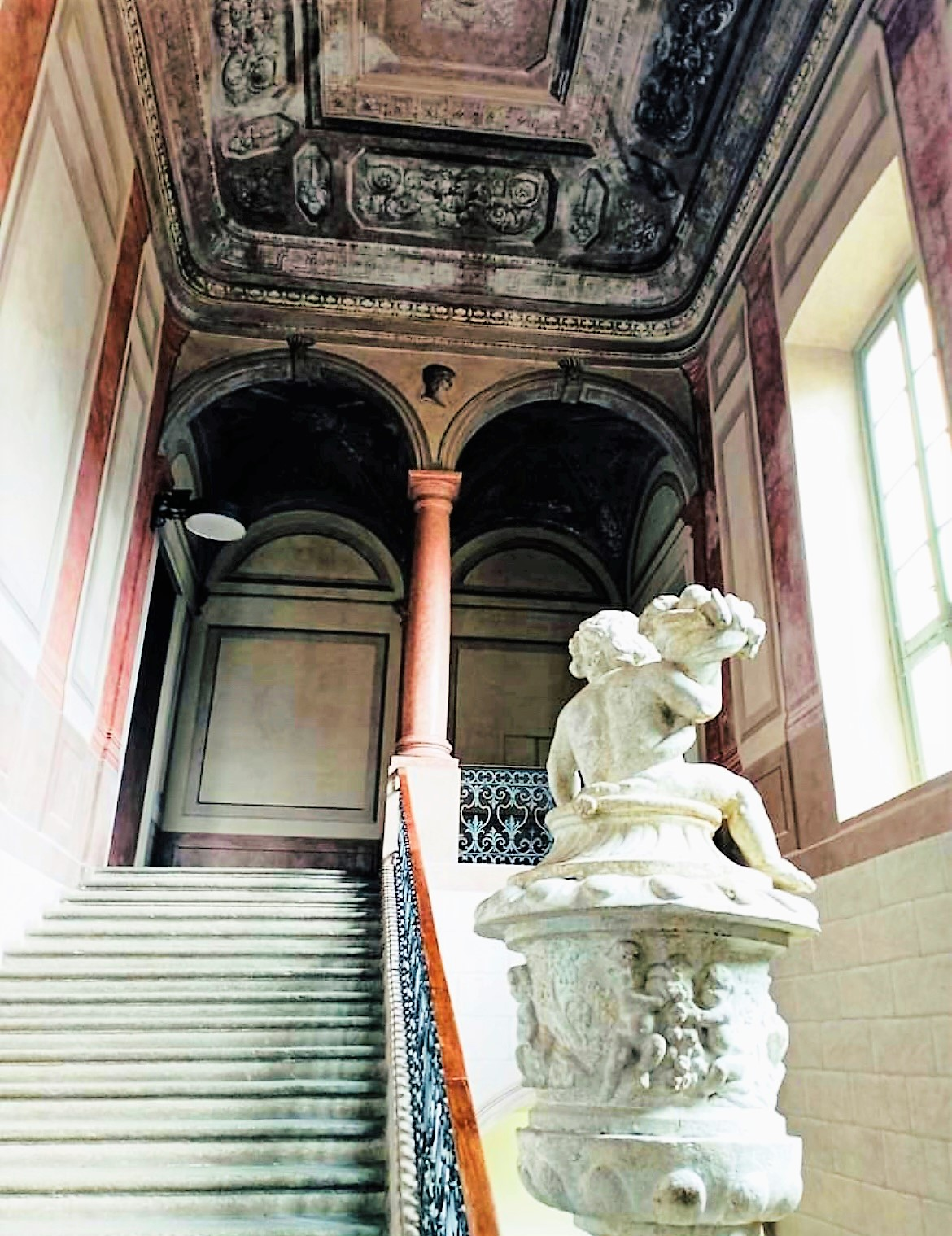
Lo scalone, 1771-1774.
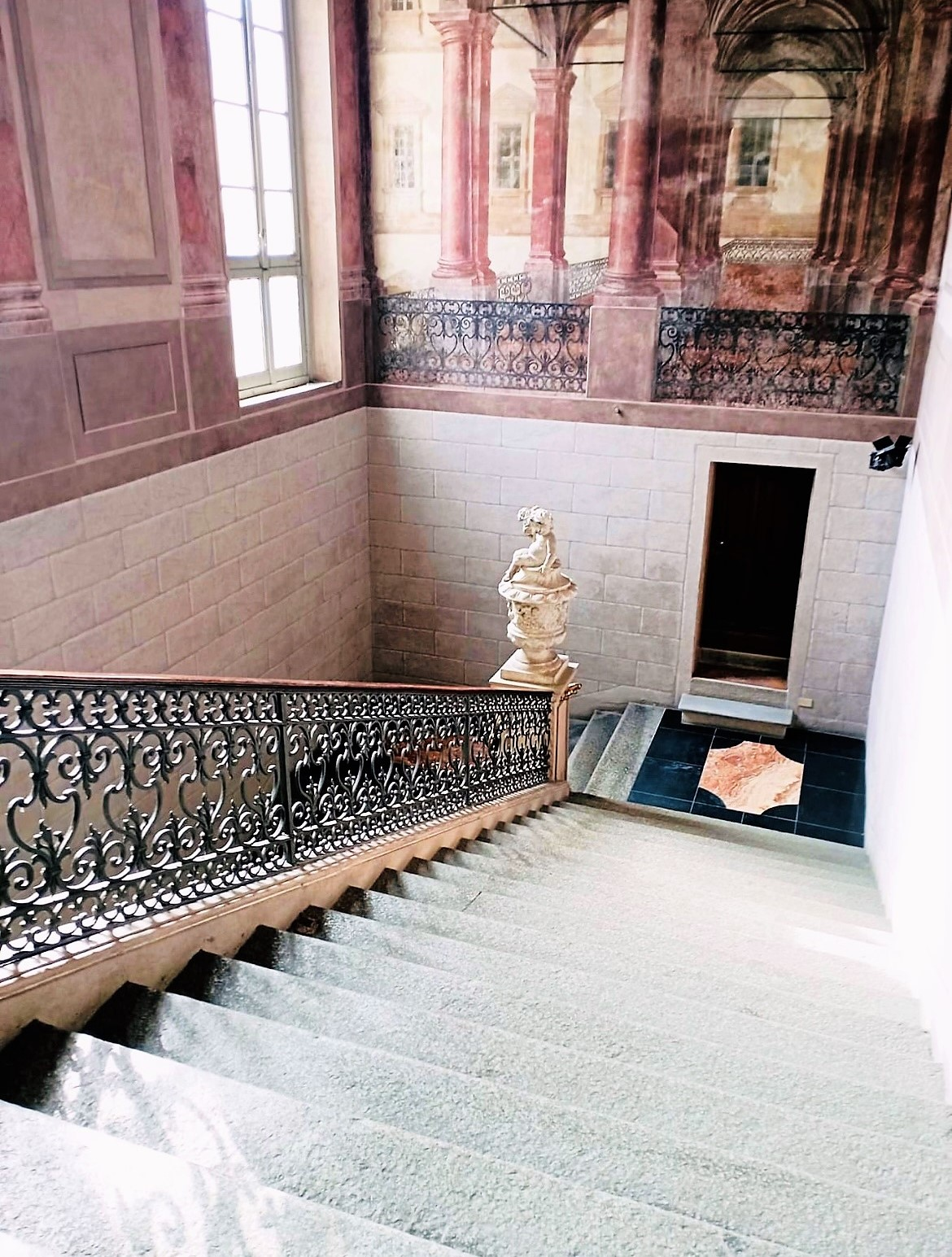
Gli affreschi di Antonio Galli da Bibbiena.